# ブレイブX 極道十勇士
『ブレイブⅩ 極道十勇士』（ぶれいぶてん ごくどうじゅうゆうし）は、真田十勇士をモチーフにした2017年公開の日本映画。ISSA主演。

## 概要
戦国の猛将・真田幸村と彼に仕えた十人のヒーロー達の物語「真田十勇士」。
あくまで架空とありながらも語り継がれてきた物語は、現代でも映画やテレビドラマになるなど変わらず人気がある。
その真田十勇士をモチーフとし、DA PUMPのISSAを主演に迎え、カタギだった主人公が巨大なヤクザ組織に十人の仲間とともに立ち向かってゆく姿を描く。
2017年8月31日、9月1日、渋谷ユーロライブにてレイトショー公開された。8月31日は舞台あいさつが行われ、ISSA、中条きよし、木村祐一、新藤栄作、岡元あつこ、片山陽加、大石吾朗、三浦浩一、金澤克次監督が登壇した。

## あらすじ
全国制覇を目論む徳永康男（モデル：徳川家康 / 演者：中条きよし）率いる葵会は、長野に本拠を置く武富会を傘下に入れようと抗争を仕掛ける。武富会二代目会長・武富勝男（モデル：武田勝頼 / 演者：木村祐一）は、ヒットマンの凶弾に倒れ、武富会は解散に追い込まれてしまった。武富会の下部組織・幸田組初代組長・幸田昌己（モデル：真田昌幸 / 演者：三浦浩一）は組員の事を考え引退を表明、組を解散してしまう。
幸田昌己の実子・真一（モデル：真田幸村 / 演者：ISSA）は父の組には所属せず建設会社を営んでいたが、武富会、幸田組の解散により、長野に進出してきた葵会傘下の組に仕事ごと乗っ取られてしまった。真一は、異父兄の武藤繁和（モデル：真田信之 / 演者：山口祥行）に相談する。繁和は葵会傘下の本間組組長・本間誠司（モデル：本多忠勝 / 演者：大石吾朗）の娘・麻美（モデル：小松姫 / 演者：岡元あつこ)と結婚し、本間組若頭の地位にいた。兄を頼って相談した真一だったが、繁和は揉め事を起こすなと真一をたしなめるだけであった。
真一は幸田組組員だった三上晴海（モデル：三好清海入道 / 演者：YORI）・勲（モデル：三好伊左入道 / 演者：DAICHI）の兄弟や、宇野次郎（モデル：海野六郎 / 演者：重松隆志）、穴井兼助（モデル：穴山小助 / 演者：優志）、幸田建設社員の持田一郎（モデル：望月六郎 / 演者：沢井正棋）らと共に東京に居を構え、幸田建設の再興、そして葵会への報復を画策する。
また、半グレグループの元リーダー・猿渡闘輔（モデル：猿飛佐助 / 演者：TJ Kayama）と出会い、意気投合して舎弟とする。猿渡も兄弟分を葵会によって殺されており、復讐の機会を求めていたのだ。猿渡はライバルだった半グレの朝霧新三（モデル：霧隠才蔵 / 演者：原田健二）と和解、兄弟分の契りを交わす。それに続いて根元敏八（モデル：根津甚八 / 演者：広瀬剛進）や蒲田利夫（モデル：由利鎌之助 / 演者：高杉瑞穂）、掛川十喜雄（モデル：筧十蔵 / 演者：飛坂光輝）などの一癖も二癖もある男たちが次々と仲間に加わってゆき、徳永率いる葵会に闘いを挑んでゆくのだった。

## キャスト
- 幸田建設社長 幸田真一：ISSA → 二代目幸田組組長

二代目武富会
- 武富会二代目会長 武富勝男：木村祐一
- 武富会若頭 幸田組初代組長 幸田昌己：三浦浩一
- 武富会若頭補佐 小山組組長 小山健史：新藤栄作 → 葵会
- 武富会若頭補佐 荒井組組長 荒井英夫：本宮泰風（特別出演）
- 武富会幸田組若頭 宇野次郎：重松隆志 → 十勇士（二代目幸田組若頭）
- 武富会幸田組組員 三上晴海：YORI → 十勇士
- 武富会幸田組組員 三上勲（晴海の実弟）：DAICHI → 十勇士
- 武富会幸田組組員 穴井兼助：優志 → 十勇士
- 武富会幸田組組員 根元敏八：広瀬剛進 → 十勇士

葵会
- 葵会会長 徳永康男：中条きよし
- 葵会若頭 田所組組長 田所孝介：山上賢治
- 葵会若頭補佐 本間組組長 本間誠司：大石吾朗
- 葵会吉村組組長 吉村新太郎：那波隆史
- 葵会副島組組長 副島貞夫：薬師寺保栄
- 葵会梨田組組長 梨田義行：翁華栄
- 葵会本間組若頭 武藤繁和（幸田真一の異父兄）：山口祥行
- 武藤繁和の妻 武藤麻美（本間組組長の娘）：岡元あつこ

十勇士
- 猿渡闘輔（元 丸一会リーダー）：TJ Kayama
- 朝霧新三（元 花園連合リーダー）：原田健二
- 蒲田利夫（元 佐伯組組員）：高杉瑞穂
- 掛川十喜雄（元 自衛隊・射撃の名手）：飛坂光輝

その他
- 持田一郎（幸田建設社員）：沢井正棋 → 十勇士
- 西城涼子（幸田真一の婚約者）：片山陽加
- 客引き：玉袋筋太郎
- 飛田組組長 飛田隆：広瀬彰勇
- 森工業社長 森武治：渡辺哲

## スタッフ
- 監督：金澤克次
- 製作：及川次雄（コンセプトフィルム）
- 営業総括：人見剛史（オールイン エンタテインメント）
- 企画：利倉亮
- プロデューサー：江尻健司
- キャスティング：関根浩一、北野裕子
- 脚本：片岡修二
- 撮影：山本英夫
- 録音：山口勉
- 美術：黒田享大
- 編集：桐畑寛
- 助監督：ほんだみきひろ
- 監督助手：村田剛志
- 制作担当：山地曻
- 装飾：早坂英明
- 持道具：和泉直子
- ガンエフェクト：遊佐和寿
- ヘアメイク：大久保恵美子
- 衣装：さかいなおみ、ヤマダタカノブ、吉岡宏高
- スチール：大崎正浩
- 制作デスク：米澤勉
- 音響効果：藤本淳
- MA：若林大記
- 制作協力：レジェンド・ピクチャーズ
- 製作：コンセプトフィルム

## 解説
本作品は、オールインエンタテインメントより発売されるDVD「極道十勇士」シリーズの『極道十勇士』（2017年11月3日発売）、『極道十勇士 第二章』（2018年1月25日発売）を合わせて再編集したものである。また、『極道十勇士 第三章』（2018年3月25日発売）までリリースされている。